# Bultei
Bultei – miejscowość i gmina we Włoszech, w regionie Sardynia, w prowincji Sassari. Graniczy z Anela, Benetutti, Bono, Nughedu San Nicolò i Pattada.
Według danych na rok 2020 gminę zamieszkiwały 1020 osoby, 12 os./km². W  rekordowym roku, 1936 zamieszkiwało tę gminę 2493 osób. Od tamtej pory ludność stale zmniejszała się (w roku 1971 było 1789 osób, a w 1991 roku tylko 1370).